# Anasyrma

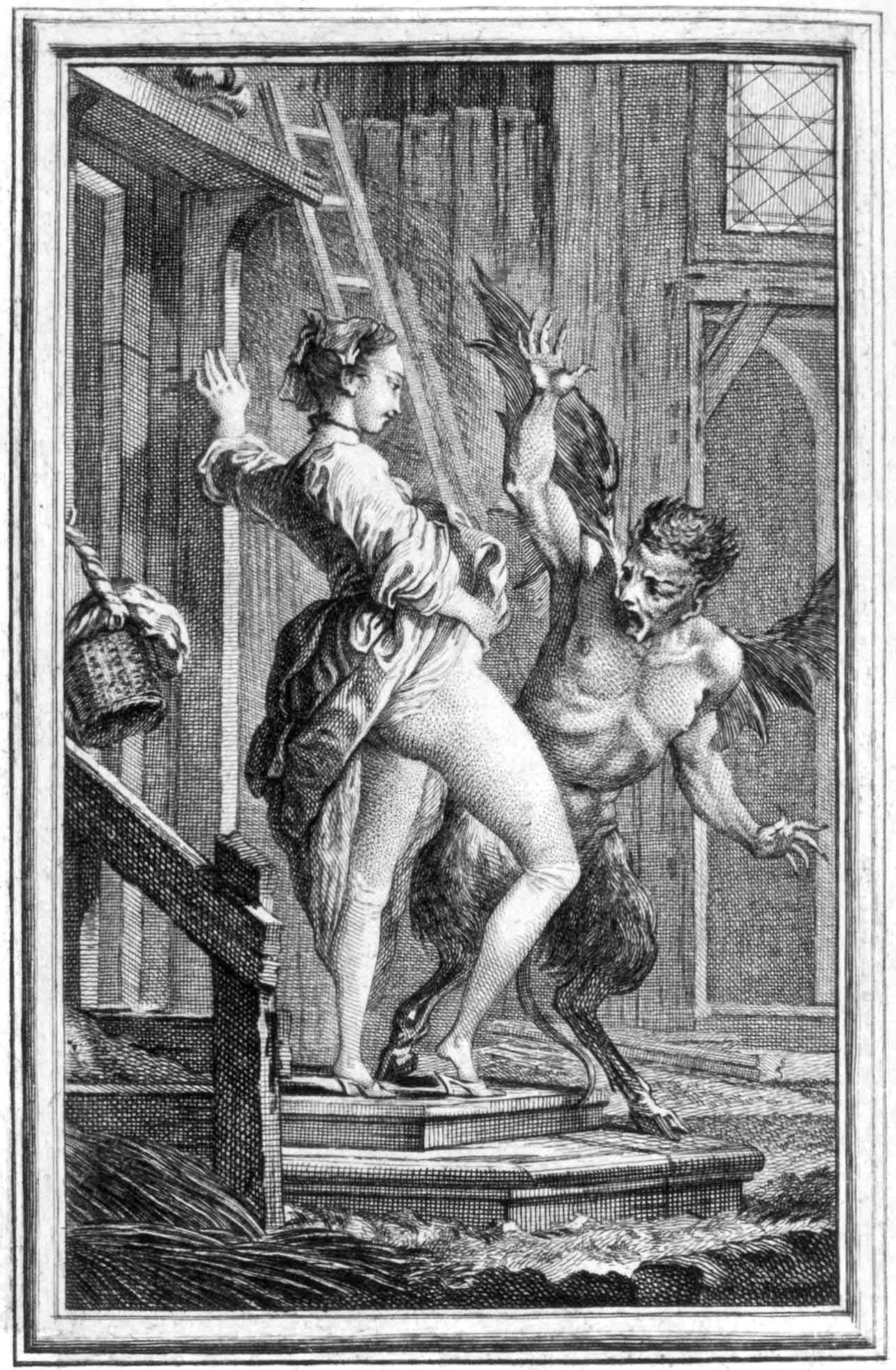
Anasyrma schreckt den Dämon (Illustration zu Jean de La Fontaine von Charles Eisen)

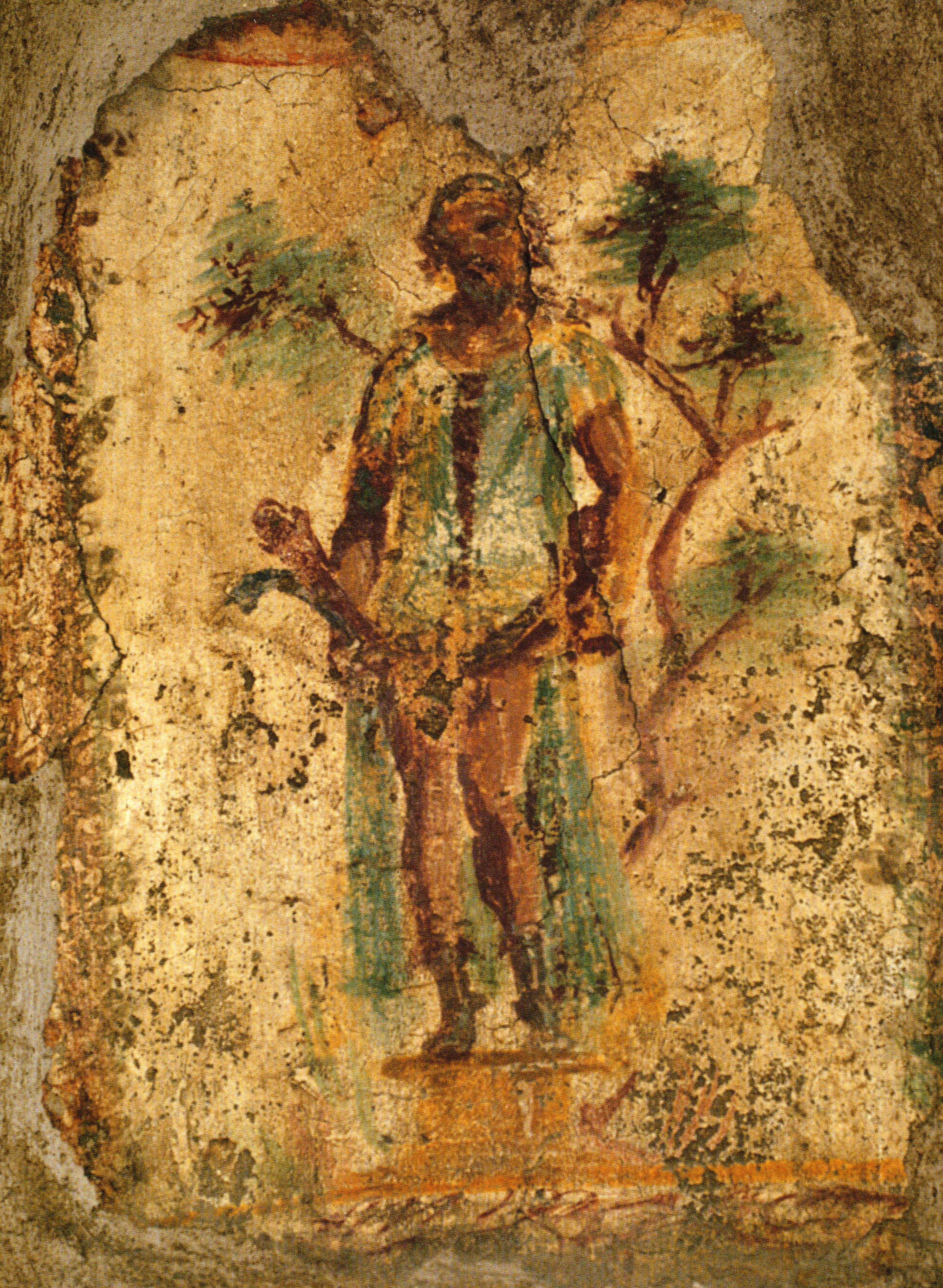
Der doppelte Phallos bringt doppeltes Glück (Fresko mit Anasyrma des Priapos aus dem Lupanar in Pompeji)

Anasyrma (altgriechisch ἀνάσυρμα anásyrma, von ἀνασύρειν anasýrein, deutsch ‚sich die Kleider hochziehen, sich entblößen‘) bezeichnet das Entblößen des Genitals oder des Hinterns, um Lachen zu erregen oder in einem kultisch-magischen Zusammenhang, insbesondere als apotropäische Handlung. So herrscht in den Mythologien zahlreicher Kulturkreise der Glaube vor, dass durch das selbstbestimmte Enthüllen der Vulva Unheil abgewendet werden kann. Heutzutage hat ein Anasyrma vor allem eine politisch-ermächtigende Wirkung.

## Mythologie

### Ägyptische Mythologie
Die erste Erwähnung des Anasyrma findet sich im Papyrus Chester Beatty I im Mythos Contendings of Horus and Seth (4, 2-3) ca. 1149 – 1145 v. Chr., in welcher die Göttin Hathor vor dem Sonnengott Re ihr Kleid hebt, nachdem dieser von dem Gott Bebon geschmälert wurde. Diese Handlung hat zur Folge, dass der verletzte Sonnengott anfängt zu lachen und aus seinem Versteck kommt. Dieses Anasyrma wurde im rituellen Tanz zur Preisung von Hathor aufgegriffen, wie eine Schale von ca. 500 v. Chr. vermuten lässt. Serge Sauneron berichtet von einer Inschrift im Tempel von Esna, welche die empfohlenen Handlungen zur Ehrung der Göttin Hathor beschreibt. Demnach soll eine Frau ihre Brüste entblößen und eine andere ihr Bein heben, um den Gott Re und den Pharaoh zu schützen.
Ein weiteres bekanntes Beispiel des Anasyrma ist die von Herodot berichtete Entblößung der auf dem Nil zum Heiligtum der (von Herodot mit Artemis identifizierten) Bastet in Bubastis reisenden Frauen. Herodot erzählt, dass die sehr zahlreichen Pilger während der Reise sängen, in die Hände klatschen, die Männer die Flöte spielen und die Frauen mit den Sistren Lärm machen würden. Wenn sie aber an einer am Ufer gelegenen Stadt vorbeikämen, gehe man an Land, man tausche mit den Frauen der Stadt Neck- und Spottreden (Tothasmos) aus, und einige der Pilgerinnen würden das Gewand heben und sich so entblößen.
Diodor beschreibt in der Bibliotheca Historica ca. 55 v. Chr., wie Frauen vor dem heiligen Stier Apis ihre Röcke heben, um von ihm gesegnet zu werden oder um ihn zu segnen. Auguste Mariette beobachtete, wie noch im 19. Jahrhundert n. Chr. Frauen vor den Apis-Statuen ihre Röcke hoben.

### Griechische Mythologie
Das klassische Beispiel aus der griechischen Mythologie ist die Erzählung von Baubo, einer Einwohnerin von Eleusis, welche die von der Suche nach ihrer Tochter völlig erschöpfte Göttin Demeter bei sich aufnimmt. Alle Versuche, den Gast aus ihrer stumpfen Verzweiflung zu reißen, schlagen fehl. Da greift Baubo zu anderen Mitteln: sie geht und macht ihren Unterleib glatt und weich wie ein Kind (d. h. wohl, dass sie die Schambehaarung rasiert), dann kehrt sie zurück, beginnt Scherze zu treiben und deckt schließlich ihren glatten Unterleib auf, worauf die Göttin schallend lachen muss.
Und Clemens von Alexandria zitiert aus den Orphika die entsprechende Stelle:
Sprach’s und raffte empor die Gewänder und zeigte

die ganze Bildung des Leibs und schämte sich nicht.

Und der kleine Iakchos

Lachte und schlug mit der Hand der Baubo unter die Brüste.

Wie nun die Göttin dies merkte,

da lächelte gleich sie von Herzen,

Nahm dann das blanke Gefäß, in dem ihr der Mischtrank gereicht war.
Arnobius bemerkt ausdrücklich, dass die Geste der Baubo als Parallele und Entsprechung zur Präsentation des Phallos im Kult des Dionysos zu sehen ist.
Auch vom Hermaphroditos sind viele Funde bekannt, bei welchem die Gottheit ein Anasyromenos vollzieht. Die Funde reichen bis ins 4. Jahrhundert v. Chr. zurück.

### Japanische Mythologie
Auch in der Shintō-Mythologie lässt sich ein Anasyrma-Akt finden: Nachdem die Sonnengöttin Amaterasu von ihrem Bruder Susanowo gekränkt worden war, versteckte sie sich niedergeschlagen in einer Höhle. Amenouzume konnte sie durch das Offenbaren ihrer Brüste und ihrer Vulva dazu bewegen, aus der Höhle zu kommen und der Menschheit das Sonnenlicht zurückzubringen.

## Geschichte

### 6. Jahrhundert v. Chr.

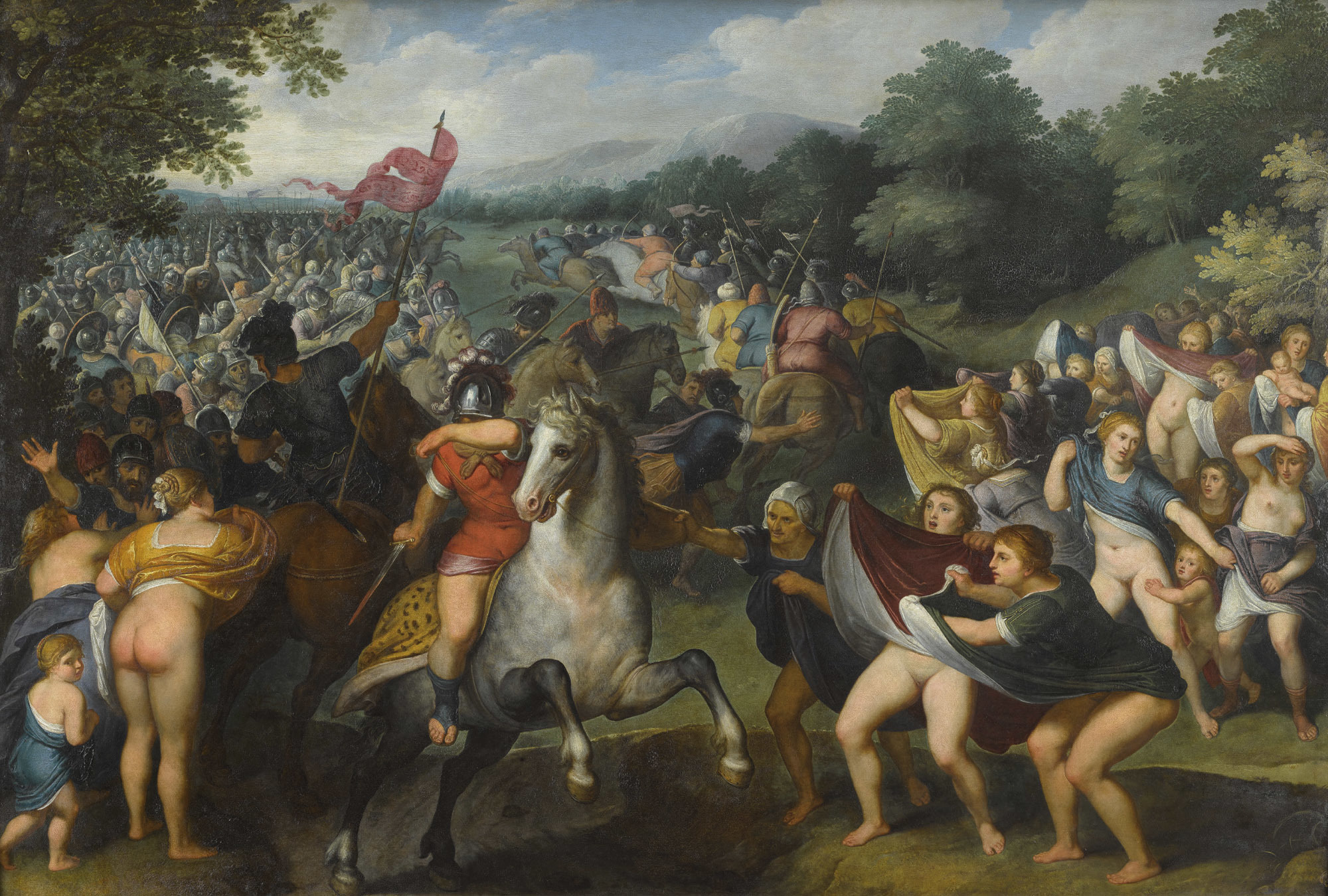
Otto van Veen (1556–1629): Die Persischen Frauen

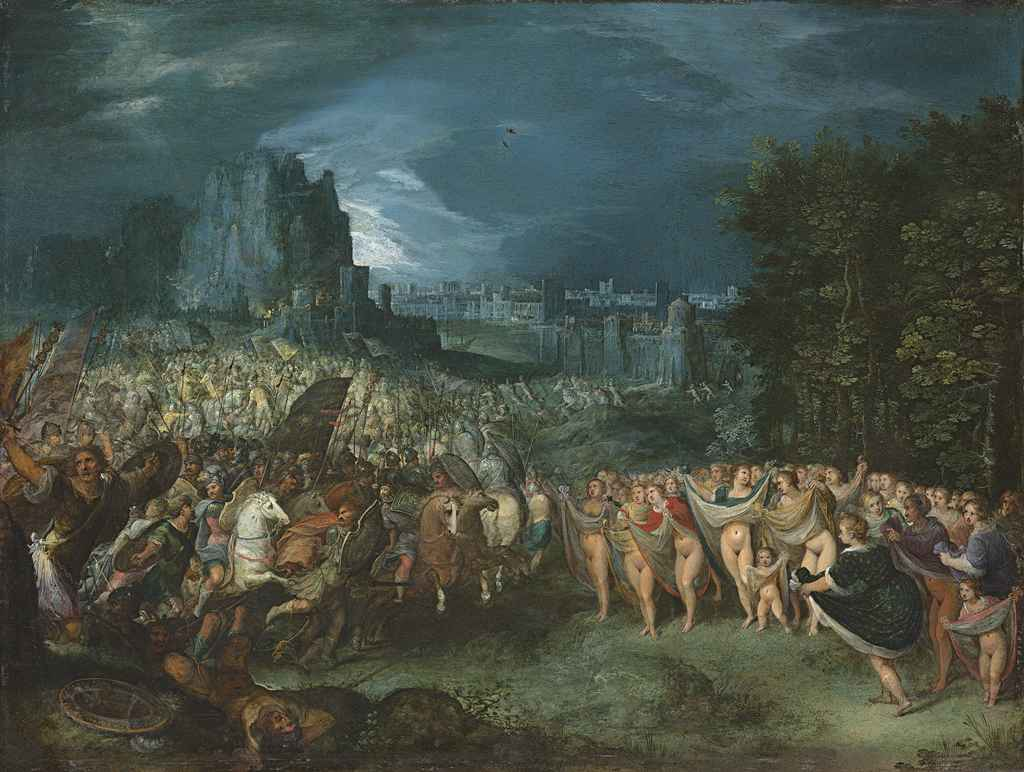
Frans Francken der Jüngere (1581–1642): Die Tapferkeit der Persischen Frauen

Plutarch berichtet in seinen Moralia von den persischen Frauen im 6. Jahrhundert v. Chr., die ihren in einer Schlacht unter Kyros II. gegen die Meder besiegten und fliehenden Männern entgegentraten, ihre Röcke hoben und sprachen: „Wohin eilt ihr so rasch, ihr größten Feiglinge in der ganzen Welt? Denn sicher könnt ihr bei eurer Flucht nicht wieder hier hineinkriechen, von wo ihr herausgekommen seid.“ Die solcherart gedemütigten Perser sammelten ihre Kräfte, griffen den Feind erneut an und besiegten ihn.

### 11. Jahrhundert
Im 11. Jahrhundert waren an Kirchen vor allem in England und Irland Figuren, die ihre Vulva präsentieren, geläufig. Diese werden Sheela-na-gig genannt. Es wird vermutet, dass ihnen damals eine apotropäische Wirkung zugesagt wurde.

## Politische Aktionen
Heute wird das Anasyrma vor allem für politische Zwecke genutzt.
Im März 1922 zeigte Mary Muthoni Nyanjiru ihre Vulva im Kampf gegen das autoritäre, patriarchale System Kenias angeblich begleitet mit den Worten:

„Take my dress and give me your trousers! You men are cowards! What are you waiting for? (...)“

„Nehmt mein Kleid und gebt mir eure Hosen. Ihr Männer seid Feiglinge. Worauf wartet ihr noch?“

Das Anasyrma was Mary Muthoni Nyanjiru vollzog, war nicht allein ein Anasyrma, sondern noch dazu ein Guturamira ng’ania, eine Beleidigung für die Kikuyu Männer.
Die Friedensnobelpreisträgerin Wangari Maathai nutzte die Symbolik des Anasyrma für ihre Pro-Demokratie-Proteste.
Die Friedensnobelpreisträgerin Leymah Gbowee vollzog das Anasyrma in ihrem Protest gegen den Bürgerkrieg in Liberia.
Auch bei den Black Lives Matter Protesten im Juli 2020, bei welchen die sogenannte Jen die aufgerüstete Bundespolizei durch das Präsentieren ihrer Vulva zurückwies.
Als das schottische Parlament im Dezember 2022 die Gender Recognition Bill beschloss, wodurch die Änderung des Geschlechtseintrags vor dem Gesetz erleichtert wurde, entblößte die Frauenrechtsaktivistin und Komödiantin Elaine Miller im schottischen Parlament eine Schamhaarperücke unter ihrem Rock und rief dabei: „If this parliament will not respect the rights of women then you have no decency“, was so viel bedeutet wie „Wenn dieses Parlament die Rechte von Frauen nicht respektiert, haben Sie keinen Anstand“.

## Aktionskunst
Das Anasyrma wurde auch als Stilmittel durch mehrere Aktionskünstlerinnen eingesetzt, so unter anderem 1969 durch Valie Export bei ihrer Performance Aktionshose: Genitalpanik und 2014 durch Deborah De Robertis bei ihrer Performance Miroir de lʼorigine im Musée d’Orsay in Paris.

## Funktion und Wirkung
In der ägyptischen, griechischen, wie auch japanischen Mythologie hat das Anasyrma die Absicht, eine Konfliktsituation durch Humor zu lösen. Was auch Wirkung zeigt: Re, Demeter und Amaterasu sind nach der Performance eines Anasyrma durch eine Gottheit getröstet und haben wieder Kraft, ihren Aufgaben nachzukommen.
Die auf den Mythen aufbauenden Rituale zielten darauf ab, Götter zu ehren, sie zu segnen und zu schützen oder auch sich von ihnen segnen zu lassen und der Menschheit, Tieren und dem Land Ertrag und Fruchtbarkeit zu wünschen.
Die späteren geschichtlichen Belege eines Anasyrmas deuten vor allem auf eine apotropäische Funktion hin, wie bei dem Gemälde von Charles Eisen nach Jean de La Fontaine und auch den Sheela-na-gigs zu sehen ist.
Das heutige Anasyrma wird als weibliche Ermächtigung in einer patriarchalen Unterdrückung gesehen und wirkt somit verunsichernd (wie bei der Black-Lives-Matter-Bewegung auffällt) oder auch provozierend bis verachtend (wie bei Mary Muthoni Nyanjiru).
Die Aktionskünstlerin Deborah De Robertis meint:

„Ouvrir mon sexe, c'est ouvrir mon bouche.“

„Mein Geschlecht öffnen, heißt meinen Mund öffnen.“

De Robertis sieht die starke Wirkung des Anasyrma darin, dass Anhängern patriarchaler Strukturen ihre Macht und ihre Handlungen vorgehalten würden. Das löse Angst aus.